# Jay Mathers Savage
Pour les articles homonymes, voir Savage.
Jay Mathers Savage, né le 26 août 1928, est un herpétologiste américain, professeur émérite de biologie à l'université de Miami et professeur adjoint à l'université d'État de San Diego.
Il est un des fondateurs en 1963 de l'Organization for Tropical Studies (OTS) qu'il a présidée de 1974 à 1980.

## Taxons nommés en son honneur
- Chilomeniscus savagei   Cliff, 1954
- Bolitoglossa savagei Brame & Wake, 1963
- Diplodactylus savagei Kluge, 1963
- Hyphessobrycon savagei Bussing, 1967
- Sphaerodactylus savagei Shreve, 1968
- Barycholos savagei Lynch, 1980
- Gigantactis savagei Bertelsen, Pietsch & Lavenberg, 1981
- Ecnomiohyla salvaje (Wilson, McCranie & Williams, 1985)
- Rhamphocetichthys savagei Paxton, 1989
- Cochranella savagei Ruiz-Carranza and Lynch, 1991
- Centrolenella savagei Harding, 1991
- Oedipina savagei García-París & Wake, 2000
- Rhabdias savagei Bursey & Goldberg, 2005
- Leptodactylus savagei Heyer, 2005

## Quelques taxons décrits
- Atelopus chirripoensis Savage & Bolanos, 2009
- Atractus dunni Savage, 1955
- Atractus ecuadorensis Savage, 1955
- Atractus gaigeae Savage, 1955
- Atractus occidentalis Savage, 1955
- Atractus orcesi Savage, 1955
- Bolitoglossa sombra Hanken, Wake, & Savage, 2005
- Bolitoglossa anthracina Brame, Wake, Savage & Hanken, 2001
- Bolitoglossa bramei Wake, Savage, & Hanken, 2007
- Bolitoglossa gomezi Wake, Savage, & Hanken, 2007
- Bolitoglossa magnifica Hanken, Wake, & Savage, 2005
- Bolitoglossa obscura Hanken, Wake, & Savage, 2005
- Celestus adercus Savage, Lips, & Ibáñez, 2008
- Celestus hylaius Savage & Lips, 1994
- Celestus orobius Savage & Lips, 1994
- Cochranella euknemos (Savage & Starrett, 1967)
- Craugastor amniscola (Campbell & Savage, 2000)
- Craugastor anciano (Savage, McCranie & Wilson, 1988)
- Craugastor andi (Savage, 1974)
- Craugastor angelicus (Savage, 1975)
- Craugastor aurilegulus (Savage, McCranie & Wilson, 1988)
- Craugastor azueroensis (Savage, 1975)
- Craugastor catalinae (Campbell & Savage, 2000)
- Craugastor chac (Savage, 1987)
- Craugastor charadra (Campbell & Savage, 2000)
- Craugastor chrysozetetes (McCranie, Savage & Wilson, 1989)
- Craugastor cruzi (McCranie, Savage & Wilson, 1989)
- Craugastor cuaquero (Savage, 1980)
- Craugastor daryi (Ford & Savage, 1984)
- Craugastor escoces (Savage, 1975)
- Craugastor inachus (Campbell & Savage, 2000)
- Craugastor lauraster (Savage, McCranie & Espinal, 1996)
- Craugastor myllomyllon (Savage, “1999" 2000)
- Craugastor palenque (Campbell & Savage, 2000)
- Craugastor pelorus (Campbell & Savage, 2000)
- Craugastor phasma (Lips & Savage, 1996)
- Craugastor pozo (Johnson & Savage, 1995)
- Craugastor psephosypharus (Campbell, Savage & Meyer, 1994)
- Craugastor rayo (Savage & DeWeese, 1979)
- Craugastor rhyacobatrachus (Campbell & Savage, 2000)
- Craugastor rivulus (Campbell & Savage, 2000)
- Craugastor rupinius (Campbell & Savage, 2000)
- Craugastor sabrinus ((Campbell & Savage, 2000)
- Craugastor tabasarae Savage, Hollingsworth, Lips, & Jaslow, 2004)
- Craugastor uno (Savage, 1984)
- Crotalus cerastes cercobombus Savage & Cliff, 1953
- Diasporus tigrillo (Savage, 1997)
- Duellmanohyla lythrodes (Savage, 1968)
- Ecnomiohyla rabborum Mendelson, Savage, Griffith, Ross, Kubicki, & Gagliardo, 2008
- Geophis downsi Savage, 1981
- Geophis talamancae Lips & Savage, 1994
- Geophis tectus Savage & Watling, 2008
- Hyalinobatrachium vireovittatum (Starrett & Savage, 1973)
- Incilius periglenes (Savage, “1966" 1967)
- Incilius peripatetes (Savage, 1972)
- Klauberina Savage, 1957
- Norops pandoensis Savage & Guyer, “1998" 1999
- Odontophrynus carvalhoi Savage & Cei, 1965
- Oscaecilia osae Lahanas & Savage, 1992
- Phyllorhynchus arenicola Savage & Cliff, 1954
- Pristimantis dendrobatoides Means & Savage, 2007
- Pristimantis jester Means & Savage, 2007
- Pristimantis moro (Savage, 1965)
- Pristimantis saltissimus Means & Savage, 2007
- Sachatamia ilex (Savage, 1966)
- Typhlops hedraea Savage, 1950
- Typhlops hypogius Savage, 1950
- Urotheca myersi Savage & Lahanas, 1989
- Xantusia vigilis wigginsi Savage, 1952